# Waxahachie
Waxahachie (Aussprache: /ˌwɒksəˈhætʃi/) ist eine Stadt mit dem Status City und Sitz der Countyverwaltung (County Seat) des Ellis County im Bundesstaat Texas in den Vereinigten Staaten. Das U.S. Census Bureau hat bei der Volkszählung 2020 eine Einwohnerzahl von 41.140 ermittelt.

## Geografie
Waxahachie liegt am Interstate-35-Highway und der Kreuzung der U.S. Routes 77 und 287, 40 Kilometer südlich des Zentrums der Großstadt Dallas. Die Stadt gehört zum Dallas-Fort-Worth-Metroplex. Benachbart gelegene Städte und Dörfer sind Red Oak im Norden, Pecan Hill im Nordosten, Ike und Boyce im Osten, Reagor Springs im Südosten, Howard, Nash, Forreston und Five Points im Süden, Boz-Bethel und Maypearl im Südwesten sowie Sardis und Oak Leaf im Nordwesten. In der südlichen Gemarkung der Stadt liegt der Lake Waxahachie.

## Etymologie
Über die Herkunft des Namens der Stadt Waxahachie gibt es mehrere Theorien. Am ehesten stammt der Ortsname aus einer nicht näher beschriebenen Sprache der amerikanischen Ureinwohner und ist von einer Bezeichnung für buffalo (Bison) abgeleitet. Als mögliche Herkunftssprache wird das Alibamu genannt, die Sprache der Alabama, die in den 1840er- und 1850er-Jahren in die Gegend migrierten. Deren Bezeichnung waakasi hachi kann in etwa mit Pfad der Kälber übersetzt werden. Des Weiteren wird von einer Namensverwandtschaft zwischen der Stadt Waxahachie und dem Fluss Waxahatchee Creek in Alabama ausgegangen, dessen Name aus der Sprache der Muskogee stammt und sich aus deren Begriffen für Kuh und Fluss zusammensetzt.
Es existiert noch eine weitere Erklärung des Ortsnamens, nach der dieser aus der Sprache der Wichita stammt. Aus dieser ist der Begriff waks’ahe:ts’i bekannt, der etwa „fette Wildkatze“ bedeutet.

## Geschichte

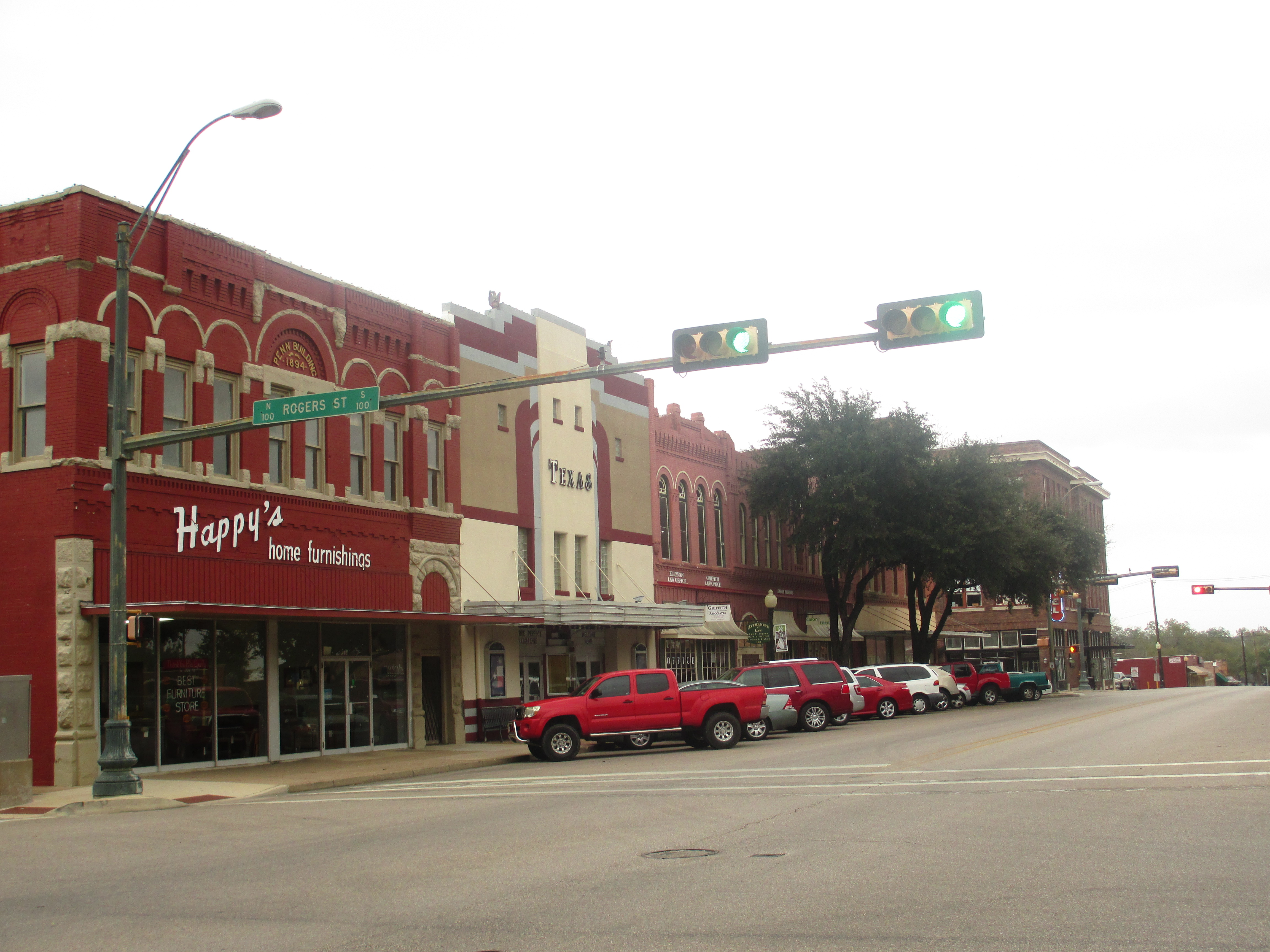
Stadtzentrum von Waxahachie

Die Stadt Waxahachie wurde im August 1850 auf dem Land des Siedlers Emory W. Rogers gegründet, der im Jahr 1846 aus dem Lawrence County in Alabama in die Region gekommen war. Die Siedlung wuchs bereits in der Anfangszeit sehr schnell und noch im gleichen Jahr wurde ein Gerichtsgebäude errichtet. Außerdem eröffneten noch im ersten Jahr ein Gemischtwarenladen und eine Poststelle. 1851 erhielt Waxahachie eine methodistische Kirche. Noch vor Beginn des Sezessionskrieges kamen drei weitere Sakralgebäude hinzu. 1860 wurde die erste Schule eröffnet, zehn Jahre später das Marvin College. Am 28. April 1871 wurde Waxahachie offiziell als Village inkorporiert. Am 14. Juni 1875 wurde mit dem Bau einer Bahnstrecke in das nahegelegene Garrett begonnen. Im September 1879 wurde die Strecke fertig gestellt. Sie diente überwiegend zum Transport von in Waxahachie abgebauter Baumwolle. 1881 wurde die Bahnstrecke von der Houston and Texas Central Railway übernommen, die die Strecke nach Fort Worth erweitern ließ.
In der Folgezeit entwickelten sich in der Stadt viele Betriebe, unter anderem Baumwollsamenölmühlen, Textilfabriken und Banken. Im Jahr 1876 gründete die Methodist Episcopal Church South eine Highschool in Waxahachie; diese wurde 1884 an die Stadt verkauft. Im gleichen Jahr stellte jedoch das Marvin College seinen Betrieb aus finanziellen Gründen ein. Zwischen 1880 und 1890 stieg die Einwohnerzahl von 1354 auf 3500 Einwohner, zwei Jahre später wurde die 4000-Einwohner-Marke überschritten. 1895 wurde das Ellis County Courthouse fertig gestellt, das aufgrund seines im Richardsonian Romanesque errichteten Baustils überregional bekannt ist. Im Jahr 1899 gab es in Waxahachie bereits über 100 Unternehmen, die Wirtschaft wurde größtenteils durch die Baumwollindustrie bestimmt. Kurz nach Beginn des 20. Jahrhunderts zog die Trinity University von Tehuacana nach Waxahachie um. 1912 wurde die Stadt an das Stromnetz angeschlossen. Im März 1921 wurde ein Krankenhaus gebaut. 1926 gab es in Waxahachie einen öffentlichen Schulbezirk mit einer Highschool und vier Grundschulen, in dem 250 Kinder unterrichtet wurden.
Nach der Great Depression sank der Bedarf an Baumwolle, was die Schließung vieler Wirtschaftsbetriebe zur Folge hatte. Dies hatte für Waxahachie aufgrund der verkehrsgünstigen Lage und dem Aufkommen des Automobils geringere ökonomische Folgen. Als Waxahachie im Jahr 1933 offiziell zur Stadt erhoben wurde, lebten dort 8042 Menschen. 1942 zog die Trinity University von Waxahachie nach San Antonio um. Die von der Universität genutzten Gebäude wurden im Folgejahr von dem heutigen Southwestern Assemblies of God College bezogen. 1988 wurde Waxahachie als Standort des Teilchenbeschleunigers Superconducting Super Collider ausgewählt, der mit einem Umfang von über 87 Kilometern einer der größten Teilchenbeschleuniger der Welt gewesen wäre. Mit dem Bau wurde 1991 begonnen, bevor das Projekt zwei Jahre später aufgrund zu hoher Kosten eingestellt wurde, zu diesem Zeitpunkt waren bereits 23,5 Kilometer des Tunnels fertig gestellt. 1997 wurde der Stadt von der Texas State Legislature der Titel Crape Myrtle Capital of Texas verliehen.
Aufgrund der zuweilen mit Verzierungen und Verschnörkelungen versehenen Architektur vieler Gebäude des 19. Jahrhunderts wurde der Stadtspitzname The Gingerbread City (Die Lebkuchenstadt) kreiert.

## Sehenswürdigkeiten
In Waxahachie befinden sich über 70 historische Gebäude, die in der Liste der Einträge im National Register of Historic Places im Ellis County (Texas) aufgeführt sind. Bekannt ist vor allem das Verwaltungsgebäude des Ellis County. Des Weiteren gibt es in Waxahachie sechs Historic Districts.

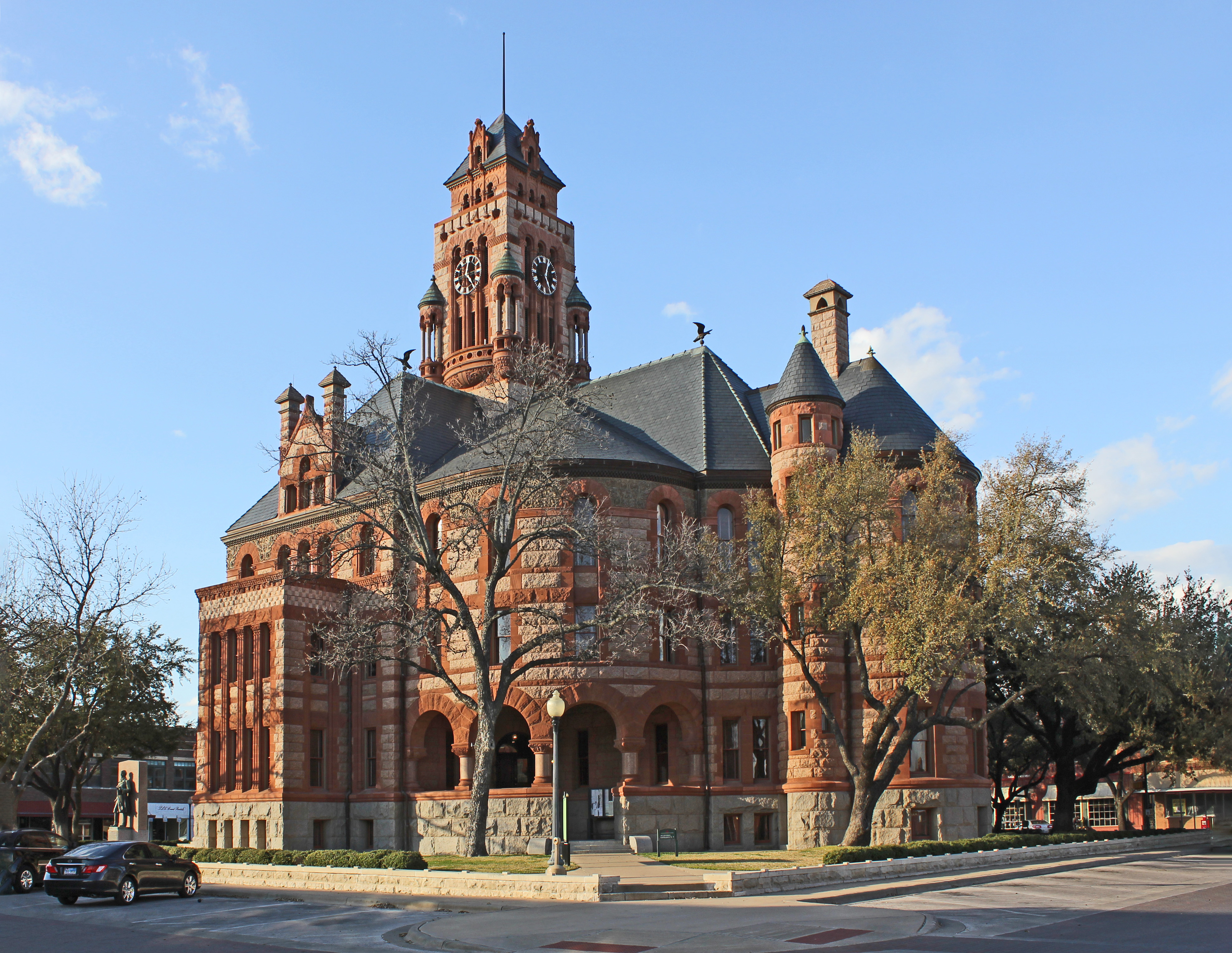
Ellis County Courthouse
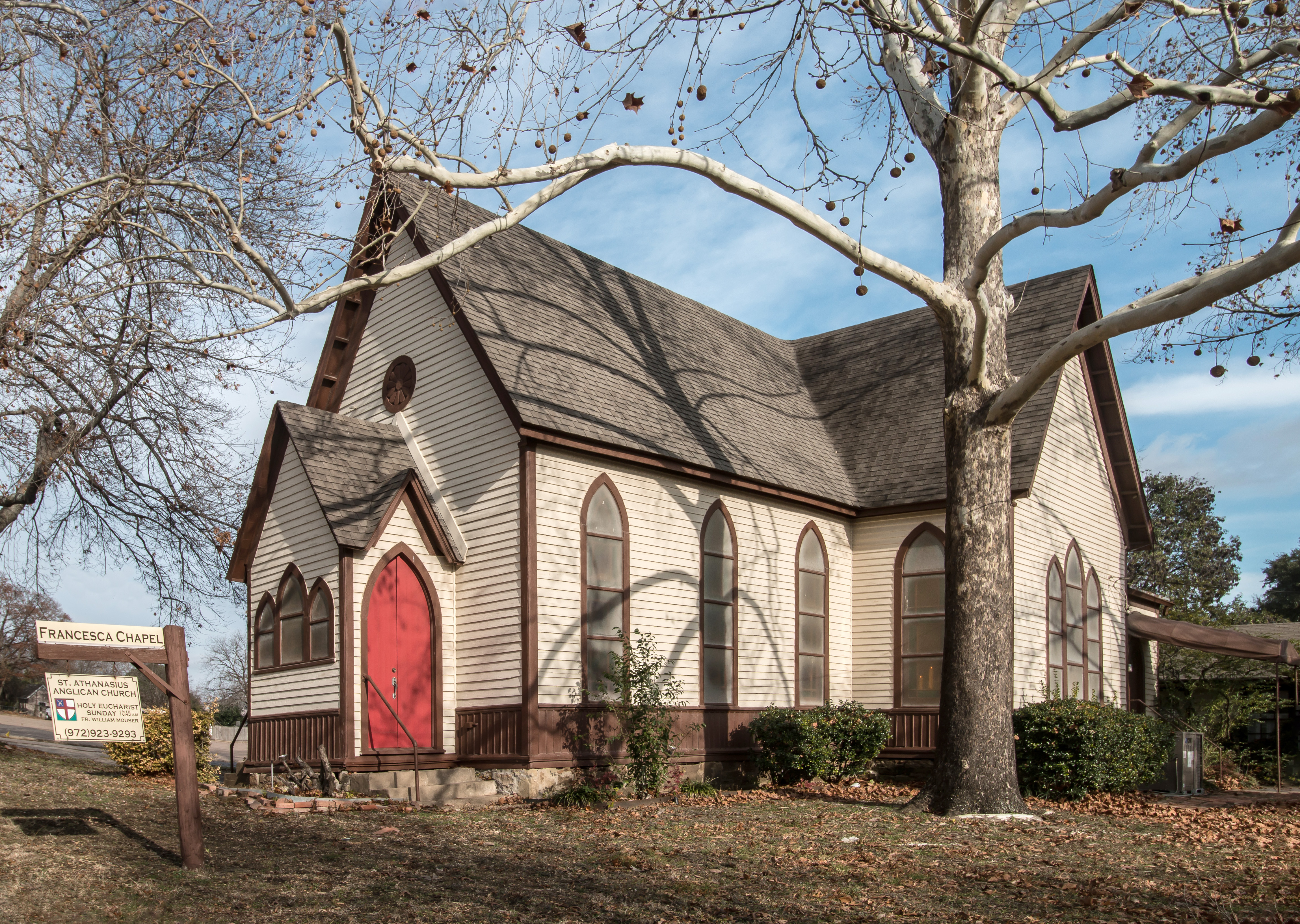
Saint Paul’s Episcopal Church
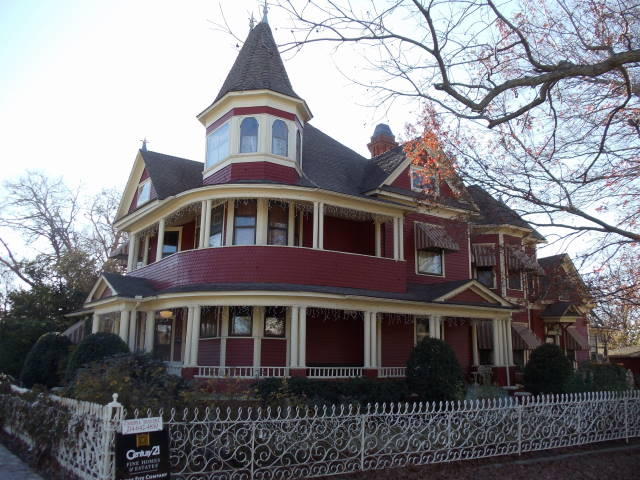
Strickland-Sawyer House
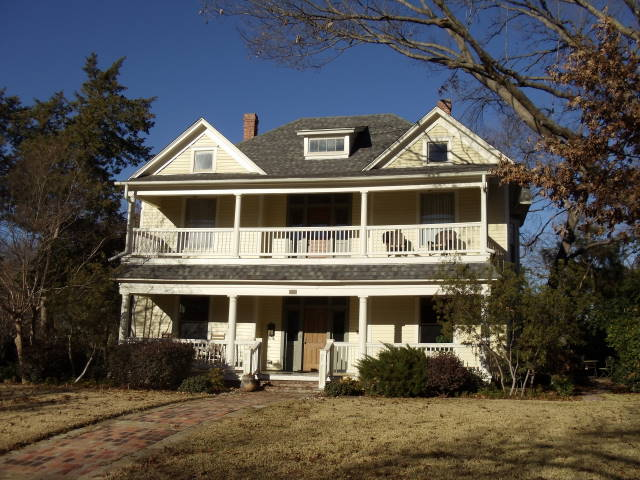
J. S. Berry House
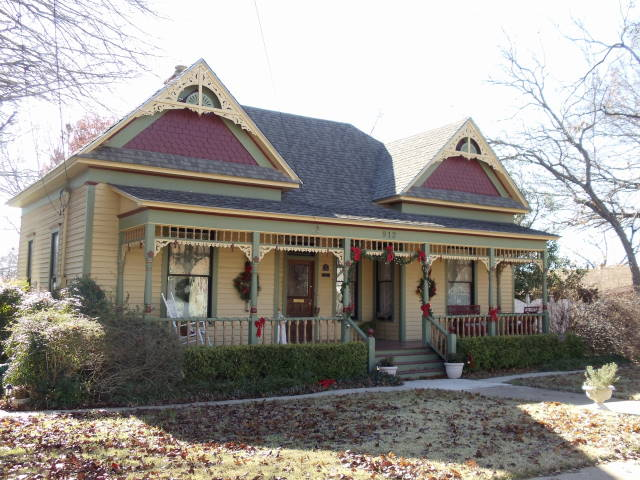
W.B. Moore House
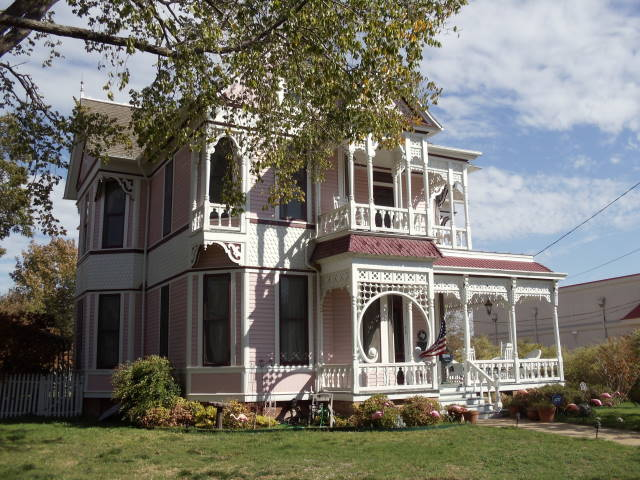
Erwin House

## Demografische Daten
Bei der Volkszählung im Jahr 2010 hatte Waxahachie 29.621 Einwohner, was einem Bevölkerungszuwachs von 8195 Menschen oder 38,2 Prozent im Vergleich zum United States Census 2000 entspricht. 57,0 Prozent der Einwohner von Waxahachie waren Weiße (ohne Hispanics oder Latinos), 14,2 Prozent Afroamerikaner, 0,5 Prozent Asiaten, 0,1 Prozent amerikanische Ureinwohner und 0,1 Prozent anderer Abstammung. 2,2 Prozent der Einwohner der Stadt waren mehrfacher Abstammung und insgesamt 25,9 Prozent der Einwohner gaben an, hispanischer Abstammung oder Latinos zu sein. Insgesamt gab es 7235 Haushalte, von diesen hatten 36,1 Prozent Kinder unter 18 Jahren, die bei ihnen wohnten und in 9,3 Prozent der Haushalte lebten Senioren über 65 Jahren. Altersmäßig verteilten sich die Bewohner von Waxahachie auf 26,9 Prozent Minderjährige, 13,3 Prozent zwischen 18 und 24 Jahren, 28,0 Prozent zwischen 25 und 44, 19,4 Prozent zwischen 44 und 65 und 12,3 Prozent der Einwohner waren älter als 65 Jahre. Das Medianalter wurde mit 32 Jahren angegeben.
Für das Jahr 2018 wurde die Einwohnerzahl von Waxahachie auf 36.807 Einwohner geschätzt. Dabei waren 7,2 Prozent der Einwohner jünger als fünf Jahre, 26,1 Prozent waren unter 18 und 12,8 Prozent waren älter als 65 Jahre. 59,9 Prozent aller Einwohner waren Weiße (ohne Hispanics oder Latinos), 13,2 Prozent Afroamerikaner und jeweils 0,7 Prozent Asiaten und amerikanische Ureinwohner. 3,8 Prozent gaben mehrere Abstammungen an und 25,4 Prozent bezeichneten sich als Hispanics oder Latinos.
Im Jahr 2000 betrug das Medianeinkommen pro Haushalt 43.213 US-Dollar, das Medianeinkommen einer Familie lag bei 50.048 US-Dollar. 12,8 Prozent der Einwohner lebten unterhalb der Armutsgrenze, davon waren 19,3 Prozent unter 18 und 11,1 Prozent über 65 Jahre alt. 2018 lag das Medianeinkommen bei 62.986 US-Dollar. Insgesamt 15,2 Prozent der Einwohner von Waxahachie sind nicht krankenversichert.

13,7 % der heutigen Bewohner gehen auf Einwanderer aus Deutschland zurück.

## Bildung

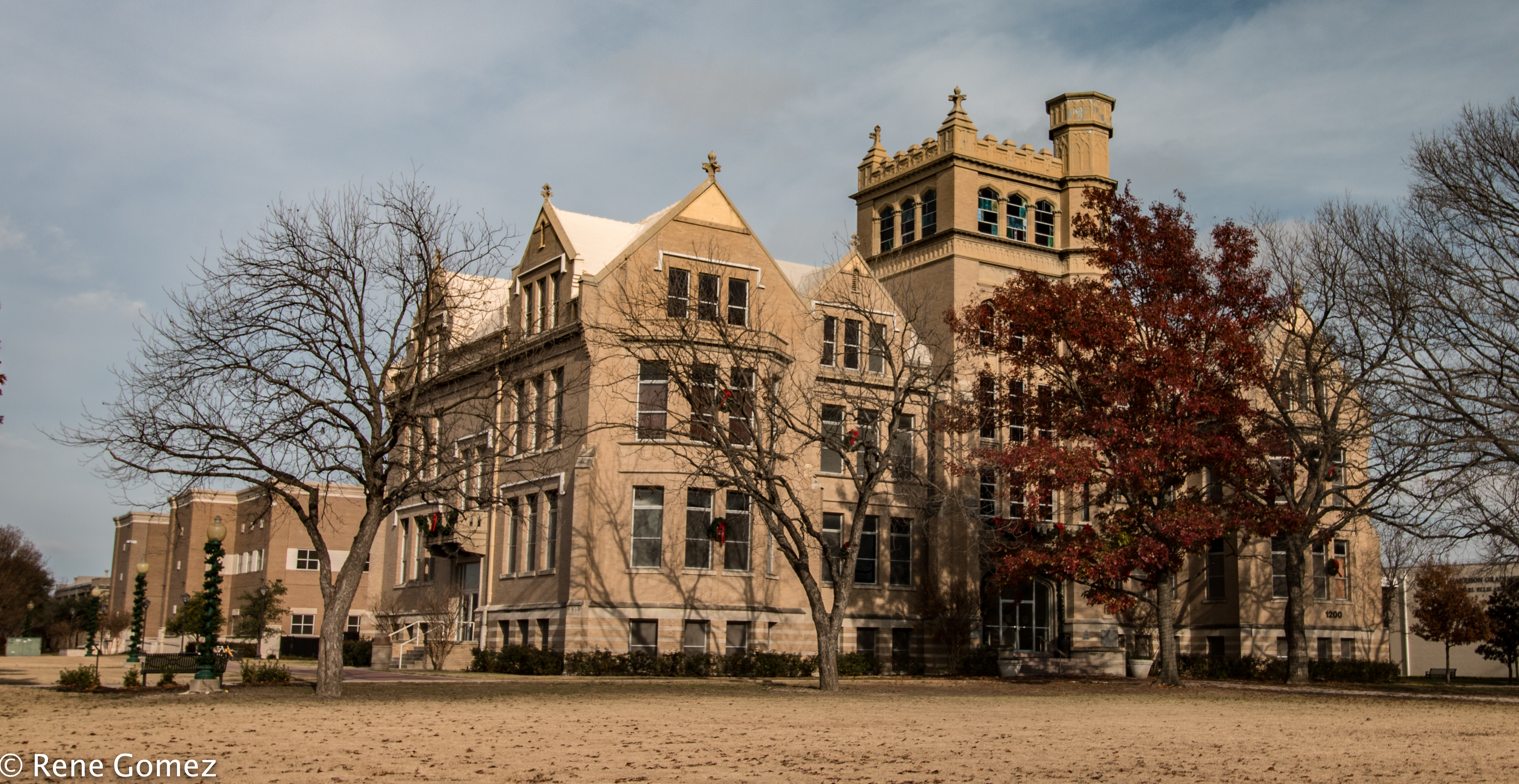
Campus der Southwestern Assemblies of God University, der früher von der Trinity University genutzt wurde

Waxahachie gehört zum Waxahachie Independent School District. Zu diesem gehören derzeit zehn Grundschulen (einschließlich einer Vorschule), drei Mittelschulen bzw. Junior High Schools und zwei Highschools. Im Schuljahr 2015/16 wurden in den Schulen dieses Schulbezirkes 8107 Schüler unterrichtet. Des Weiteren gibt es drei Privatschulen mit christlich-religiösem Schwerpunkt.
Von 1902 bis 1942 war die Trinity University in Waxahachie ansässig. Deren Gebäude werden heute von der Southwestern Assemblies of God University (SAGU) genutzt. Die Privatuniversität wird von der pfingstlerischen Organisation Assemblies of God unterstützt. Die Hochschule Navarro College hat ebenfalls einen Campus in Waxahachie.

## Persönlichkeiten

### Söhne und Töchter der Stadt
- Jed Johnson senior (1888–1963), Politiker
- Raymond H. Fleming (1889–1974), Generalmajor der United States Army
- Morris Kirksey (1895–1981), Leichtathlet
- Lyle Boren (1909–1992), Politiker
- Byron Nelson (1912–2006), Berufsgolfer
- Robert Benton (1932–2025), Regisseur
- Frederic Forrest (1936–2023), Schauspieler
- Billy Mack Ham (1937–2016), Musikproduzent
- Emanuel Cleaver (* 1944), Politiker
- Dick Murdoch (1946–1996), Wrestler
- Charles Gunning (1951–2002), Schauspieler und Stuntman
- Desmond Mason (* 1977), Basketballspieler
- Patrick Crayton (* 1979), American-Football-Spieler
- Donny Boaz (* 1980), Schauspieler
- Jalen Reagor (* 1999), American-Football-Spieler

### Personen mit Verbindung zur Stadt
- Ronnie Dawson (1939–2003), Rockabilly-Sänger, wuchs in Waxahachie auf
- Chris Adams (1955–2001), britischer Wrestler, lebte in Waxahachie